# 現代澳門日報
現代澳門日報是在澳門發行的中文日報，創刊於1987年3月18日。原為中英文週報，1991年4月起改為中文日報。每天出版一大張。現任社長林潤松，總編輯林潤莖。